# Michele Zaza
Michele Zaza (Procida, Campania, 10 de abril de 1945 - Roma, 18 de julio de 1994), fue un italiano miembro de la organización criminal Camorra. Fue conocido por estar involucrado en el narcotráfico y contrabando de cigarrillos.

## Comienzos
Zaza nació en Procida pero creció en Portici. Su padre era pescador. Era un joven involucrado en peleas, robos y hasta en intentos de asesinato, ya a los 16 años Zaza fue arrestado por primera vez por riña. En los 1960s, de joven problemático pasó a ser aprendiz en el contrabando de cigarrillos con el clan Maisto.

## Carrera delictiva
Ya un experto contrabandista de cigarrillos, Zaza dijo: "Al menos 700.000 viven del contrabando en Nápoles, así como en Turín viven del Fiat". Cómo se cerró un puerto de contrabando en Marruecos, el puerto se trasladó a Nápoles y la Camorra, y en general los Zaza se beneficiaron. Entre 20 y 40 lanchas rápidas descargaban los cigarrillos.

### Alianzas con la Cosa Nostra
En los 1970s, se convirtió en socio de Stefano Bontate, Alfredo Bono y Tommaso Spadaro. Con esta alianza, la Camorra y la Cosa Nostra quieren beneficiarse del contrabando de cigarrillos y para esto los sicilianos afilian a los camorristas. Así que Zaza, Bardellino y Lorenzo Nuvoletta son representados por Michele Greco. Entonces la alianza Camorra-Cosa Nostra llegaron a un acuerdo para el contrabando de cigarrillos en el puerto de Nápoles.

### Nuova Famiglia
En 1978, nació la Nuova Famiglia a través de sus vínculos con la Cosa Nostra. Con esto Cutolo declaró la guerra (NCO-NF) por esta razón descrita por un pentito: "Los Zaza se quejaron de las 20 000 liras que Cutolo exigía por el contrabando de cigarrillos pero no fue por esto, la verdad es que Cutolo quería que los sicilianos se alejaran de Nápoles pero ya los Nuvoletta, Zaza y Bardellino eran los representantes napolitanos de la Cosa Nostra". Fue entonces que se provocó una sangrienta guerra camorrista, con un saldo de 1250 muertos entre 1978-84.

## Procesos
En 1982 fue investigado en la Pizza Connection junto con Antonio Salamone por  narcotráfico y lavado de dinero, y el 11 de diciembre fue arrestado por segunda vez en Roma. A causa de sus problemas cardíacos, fue puesto en arresto domiciliario sin embargo en diciembre de 1983, escapó a París dónde fue capturado por tercera vez en abril de 1984 pero fue puesto en libertad. Una vez fuera de la cárcel escapó a Francia nuevamente. Tras descubrirse 500.000 cigarrillos, el 14 de marzo de 1989, fue arrestado por cuarta vez. En julio de 1991, fue condenado a 3 años pero por los beneficios judiciales de Francia quedó en libertad en noviembre.

## Caída y muerte
En marzo de 1993, el clan Zaza fue golpeado con 39 órdenes de arresto de narcotráfico y lavado de dinero en Italia, Francia y Alemania y el 12 de mayo, el propio Zaza fue arrestado por quinta y última vez. En marzo de 1994, fue extraditado a Italia. El 18 de julio, murió de un infarto en Roma en la prisión de Rebibbia.